# Everardus van Ieper
Everardus van Ieper  (Ieper ca. 1120 - na 1190) was een scholastisch filosoof. Hij was magister van de Universiteit van Parijs, Hij werd cisterciënzer monnik in de abdij van Moutier in de Argonne. Ook heeft hij voor kardinaal Giacinto Bobone, de toekomstige paus Innocentius III, gewerkt.
Hij studeerde bij Gilbert van Poitiers, eerst aan de school van Chartres en vervolgens in Parijs. Hij is een belangrijke commentator over het geschil tussen Gilbert van Poitiers en Bernard van Clairvaux, waar hij later over schreef. De Dialogus Ratii et Everardi is een werk dat uit de jaren 1190 dateert. Door verschillende commentatoren of op basis van fictieve of van echte gesprekken gezien, bevat dit werk een uiteenzetting van de standpunten van Gilbert van Poitiers.. De dialoog wordt gepresenteerd tussen een brief aan paus Urbanus III en een andere brief, een literaire constructie die teruggaat tot het werk van Sulpicius Severus.
De identificatie van de auteur van de Dialogus en de canonieke auteur van Summula decretionum quaestionum, gedateerd ca. 1180, als een en dezelfde persoon werd door N.M. Häring gemaakt, maar deze identificatie wordt niet door iedereen geaccepteerd.. De Summula is een digest (samenvatting) van de Summa van Sicardus van Cremona.

## Voetnoten
1. ↑  alternatieve namen: Everard, Evrard, Eberhard, Eberhardus, Evrardus Yprensis, Everhardus Yprensis.
2. 1 2  Richard William Southern, Scholastic Humanism and the Unification of Europe  (1995), blz. 225-230.
3. ↑  Giles Constable, The Reformation of the Twelfth Century (1996), blz. 215
4. ↑  Stephen C. Ferruolo, The Origins of the University: The Schools of Paris and Their Critics, 1100-1215 (1995), blz. 24.
5. ↑  Krijna Nelly Ciggaar, Western Travellers to Constantinople: The West and Byzantium, 962-1204 (1996), blz. 91
6. ↑  John Marenbon, Gilbert of Poitiers and the Porretans on Mathematica in the Division of the Sciences, blz. 46-50. in Rainer Berndt (editor), "Scientia" en "Disciplina": Wissenstheorie und Wissenschaftspraxis im 12. und 13. Jahrhundert (2002)
7. ↑  von Moos, Jay Terry Lees, Anselm of Havelberg: Deeds Into Words in the Twelfth Century (1998), blz. 231.
8. ↑  Constant van de Wiel, History of Canon Law (1991), blz. 119.
9. ↑  Theresa Gross-Diaz, The Psalms Commentary of Gilbert of Poitiers: From Lectio Divina to the Lecture Room (1996), blz. 17.